# Jimmy Bosch
Pour les articles homonymes, voir Bosch.
Jimmy Bosch est un tromboniste (surnommé El Trombón Criollo) et directeur musical de son propre supergroupe de salsa, né le 18 octobre 1959 à Jersey City et qui a grandi à Hoboken dans le New Jersey.

## Biographie
Jimmy Bosch est le quatrième de neuf enfants d’une famille portoricaine relativement pauvre (originaire d'Arecibo) qui écoute beaucoup de salsa (El Gran Combo, La Sonora ponceña, Eddie Palmieri…).
Son père était danseur, sa mère chantait lors des fêtes, son oncle Israël était un chanteur de
flamenco.
Sa famille comptera jusqu’à deux trompettistes et deux trombonistes, mais seul Jimmy persévèrera dans cette voie.
Dès l’âge de huit ans, il se joint au groupe de son école et joue tous les soirs après les cours. 
L’école lui propose de lui offrir un instrument. 
Il aurait souhaité un saxophone mais doit se contenter d'un trombone. 
Dès treize ans, il se produit dans des groupes locaux de salsa et de merengue. 
Puis il commence à se rendre à New York son trombone à la main, il y fréquente les clubs et se joint à des groupes pour effectuer des solos con moña.
Il décide d’étudier la musique plus formellement et s’inscrit à l’université Rutgers où il étudiera deux ans.
Sa carrière démarre en 1978 lorsqu'Andy Gonzalez l'engage dans le groupe de Manny Oquendo (Conjunto Libre)
Jimmy mène la grande vie, enchaîne tournées, enregistrements avec les plus grands, fêtes…
En 1992, Sergio George fait appel à lui pour agrémenter de solos les salsas romantiques de La India puis de Marc Anthony, dont il devient le directeur musical
Jimmy Bosch a formé son propre groupe, Los Masters, en mars 1996 au célèbre night-club de New York, le S.O.B.'s (Sounds Of Brazil) dans le quartier SoHo.
Il a ensuite sorti plusieurs albums en son nom, entouré de musiciens renommés.
Il a joué notamment au Lincoln Center (New York), au Festival international de jazz de Montréal, dans les festivals Umbria Jazz (Pérouse, Italie) et North Sea (La Haye, Pays-Bas), à Tempo Latino (Vic-Fezensac dans le Gers, France), au Festival de Sydney (Australie).
Il a été aussi invité à la télévision américaine par Jay Leno, Rosie O'Donnell, David Sanborn, sur les chaînes PBS-Buena Vista Social Club, 
HBO, et a participé au feuilleton La Force du destin (titre original : All My Children).
Jimmy Bosch a collaboré avec les plus grands noms de la salsa dont Cachao, Celia Cruz, Eddie Palmieri, Ray Barretto, Machito Orchestra, Willie Colón et Rubén Blades, Fania All-Stars, Oscar d'Leon, Marc Anthony, La India, Manny Oquendo, The Lebrón Brothers…

## Discographie

### Participations
- Orquesta Novel, A Mi Me Gustó (1981),Prestige (1984)
- Chocolate Armenteros, Y Sigo Con Mi Son — Lo Mejor Vol. 2 (1982)
- Lebron Brothers, El Boso (1988)
- La Exclusiva, La Exclusiva (1988)
- Ray Barretto, Soy Dichoso (1992)
- Manny Oquendo Y Libre, Ritmo, Sonido, Y Estilo, Ahora (1993)
- Santiago Ceron, Mi Campeon Jukin (1994)
- Israel "Cachao" Lopez, Master Sessions, Volumes 1&2 (1994/1995)
- Willie Colón & Rubén Blades : Tras la tormenta (1995)
- Corrine & The Lebrón Brothers, Ahora Te Toca A Ti (1995)
- Las Estrellas Cobo, Descarga In New York (Caiman All-Stars) (1995) et Descarga del Milenio (1997)
- Paquito d'Rivera, Tropicana Nights: Un Paraiso Bajo Las Estrellas De Cuba (1999)
- Israel "Cachao" Lopez, Cuba Linda (2000)
- The Conga Kings, Jazz Descargas  (2001)
- Nelson Gonzalez, Pa' Los Treseros (2001)
- The Spanish Harlem Orchestra, Across 110th Street (2004)
- George Delgado, Mi Ritmo Llego (2004)
- Ricky Gonzalez, Oasis (2004)
- Los Amigos Invisibles, The Venezuelan Zinga Son, Vol. 1 (2004)
- Anthony Blea Y Su Charanga, Virgen De La Caridad (2004)
- Grupo Esencia, De Ayer A Hoy - Raíces Esenciales (2005)
- Pablo "Chino" Nuñez, It's SHO Time: Strictly Hardcore On 1 Or 2 - Tribute To The Dancers (2005)
- Son Café With Ralph Irizarry, Bailando Con… ¡Azúcar! (2005)
- Grupo X, Food For Your Latin Soul (2006)
- Tránsito, La Nueva Combinación (2006)
- Masacote, Masacote (2006)
- Momposonica
- Machito Orchestra – Jammin’ in the Bronx
- Victor Manuelle : Ahora Me Toca a Mi
- Ricky Campanelli & Jimmy Bosch - Buscando la verdad (2018)
- Lengaïa Salsa Brava, La Nueva Generación (2020)
- Los Van Van, Sandunguera sur l'album Mi Songo (2020)